# Pałac w Żelowicach
Pałac w Żelowicach – zabytkowy pałac wybudowany jako dwór w 1604 r. w Żelowicach – wsi w Polsce, w województwie dolnośląskim, w powiecie strzelińskim, w gminie Kondratowice, w obrębie Wzgórz Niemczańskich, na północnym krańcu Wzgórz Dobrzenieckich.

## Historia
Pałac przebudowany w XVIII w. i w drugiej połowie XIX w. przez hr. dr Rudolfa von Stillfried-Rattonitza, następnie w XX w. Obiekt jest częścią zespołu pałacowego, w skład którego wchodzą jeszcze: park z pierwszej połowy XVIII w., kaplica grobowa, obecnie kościół filialny pw. Podwyższenia Krzyża z lat 1860-65; folwark z drugiej połowy XIX w. z oficyną, oborą, warsztatami rzemieślniczymi.